# Oligosita hesiodi
Oligosita hesiodi är en stekelart som beskrevs av Girault 1938. Oligosita hesiodi ingår i släktet Oligosita och familjen hårstrimsteklar. Inga underarter finns listade i Catalogue of Life.